# 永井直允
永井 直允（ながい なおちか、延宝元年（1673年） - 享保2年6月28日（1717年8月5日））は、江戸幕府中期の旗本。別名は尚宗（なおむね）、直條（なおなか）、直勇（なおたけ）、直囿（なおその）、通称は大之丞、采女、官位は従五位下讃岐守。父は永井尚政六男・尚申。妻は永見重直の娘。子に永井直丘、永井直令、娘（永井尚方妻）、娘（長田元鋪妻）らがいる。永井直廉や遠山景晋の祖父で、遠山景元の曾祖父。

## 略歴
天和2年（1682年）4月19日、9歳の時に将軍徳川綱吉に初めて御目見をする。
元禄9年（1696年）7月5日、家督を継ぐ。
同10年（1697年）閏2月28日に使番になり、12月18日に布衣の着用を許される。
同12年（1699年）10月6日、目付に就任。同14年（1701年）9月19日、火の元改めを勤める。
同15年（1702年）1月11日、長崎奉行に就任。8月11日に従五位下に叙任され、讃岐守を名乗る。
宝永6年（1709年）9月29日、職を辞する。
享保2年（1717年）6月28日、死去。享年45。法名は長運。功運寺に葬られ、その後永井家は当寺を代々葬地とする。